# 平都公主
平都公主（?—?），西汉公主，西汉汉元帝的女儿，她的生母是傅昭仪。她与定陶共王刘康同母，是汉哀帝的姑母。史书没有记载她的丈夫、婚姻情况。